# Dirk Lehmann
Dirk Lehmann (ur. 16 sierpnia 1971) – niemiecki piłkarz występujący na pozycji napastnika.

## Kariera piłkarska
Od 1992 do 2004 roku występował w Köln, Lierse, Molenbeek, Energie Cottbus, Fulham, Hibernian, Brighton & Hove Albion, Motherwell, Yokohama FC i Regensburg.